# Deh Now
Deh Now é uma cidade do Afeganistão, localizada na província de Balkh.